# Apathology
Apathology — седьмой студийный альбом немецкой дарквейв-группы Scream Silence, вышедший в 2008 году.

## Стиль, отзывы критиков
Уве Маркс, критик из немецкого журнала Sonic Seducer, в своей рецензии отметил, что альбом исполнен в той же стилистике, что и большинство поздних работ Scream Silence — в целом его звучание можно охарактеризовать как современный готик-рок или дарквейв с некоторыми элементами электронной музыки и альтернативного рока. Тексты песен по-прежнему несколько напыщенны. Маркс счёл, что качество альбома «выше среднего» и указал на то, что с каждым новым диском музыка группы делается всё лучше. Рецензент также особо похвалил вокал Харди Фитинга, сравнив его с манерой пения Александра Вельянова.

## Список композиций
| №                   | Название                          | Длительность |
| ------------------- | --------------------------------- | ------------ |
| 1.                  | «The Faint»                       | 6:03         |
| 2.                  | «Counterfeit»                     | 3:43         |
| 3.                  | «Apathy»                          | 4:04         |
| 4.                  | «Above And Within»                | 4:08         |
| 5.                  | «Downfallen»                      | 6:57         |
| 6.                  | «Their Bleakest Sun»              | 4:11         |
| 7.                  | «Athanasia»                       | 4:30         |
| 8.                  | «And This Is What We Left Behind» | 5:17         |
| 9.                  | «Killing Essay»                   | 3:45         |
| 10.                 | «The Antagonist»                  | 7:27         |
| 11.                 | «Euphoria»                        | 8:18         |
| Общая длительность: | Общая длительность:               | 58:27        |

## Участники записи
- Харди Фитинг — вокал
- Роберт Клауш — гитара
- Рене Гёдде — гитара
- Хаген Шнеефойгт — бас-гитара
- Хейко Вольф — ударные
- Катя Шваниц — виолончель